# フランシス・オビクウェル
フランシス・オビクウェル（Francis Obiorah Obikwelu, GCIH 1978年11月22日 - ）は、ポルトガルの陸上競技選手。2004年アテネオリンピックの男子100mで銀メダルを獲得。ポルトガル選手として短距離種目で初のメダリストとなった。ナイジェリア・イボ族出身で2001年にポルトガルの市民権を取得した。100mで9秒86のヨーロッパ記録歴代2位、200mで19秒84のアフリカ歴代4位の記録を持つ。

## 経歴

### ナイジェリア時代
- 15歳で出場した1994年アフリカジュニア選手権の400mで銀メダルを獲得。同じく15歳で出場した1994年世界ジュニア選手権の400mは準決勝まで進出した。
- 2度目の出場となった1996年世界ジュニア選手権の100mと200mで金メダルを獲得し、1992年大会のアト・ボルドン以来、大会史上2人目の100mと200mの2冠を達成した。
- 1997年世界室内選手権の200mで銅メダルを獲得し、世界室内選手権の200mでナイジェリア初のメダリストに輝いた。現在は世界室内選手権で200mが実施されないため、ナイジェリア唯一の世界室内選手権の200mメダリストである。
- 1997年世界選手権の4×100mリレーで3走を務め、準決勝をアフリカ記録となる37秒94で通過して銀メダルを獲得した。
- 1999年世界選手権の200mで、準決勝をアフリカ歴代2位の記録となる19秒84で通過して銅メダルを獲得した。2走を務めた4×100mリレーでは37秒91のアフリカ記録で銅メダルを獲得したが、リレーメンバーだったInnocent Asonzeのドーピングが後に発覚して失格となった。

### ポルトガル時代
- 2002年ヨーロッパ選手権の100mで10秒06のポルトガル記録を樹立して銀メダルを獲得し、ヨーロッパ選手権の短距離種目でポルトガル初のメダリストに輝いた。優勝したドウェイン・チェンバースが後にドーピング処分でメダルを剥奪されたため、繰り上がりで金メダル獲得となった。200mでも20秒21のポルトガル記録を樹立して銀メダルを獲得した。
- アテネオリンピックでの100mの2次予選では、最後を流したにもかかわらず9秒93で1着通過し、ポルトガル新記録（当時）を樹立。さらに決勝では、中盤からの追い上げにより、前回チャンピオンのモーリス・グリーンらをかわし、ジャスティン・ガトリンに次いで2位でフィニッシュした。タイムは9秒86で、ヨーロッパ記録を11年ぶりに塗り替えた（従来の記録は、1993年にリンフォード・クリスティが出した9秒87）。
- 2006年ヨーロッパ選手権の100mを9秒99の大会記録で制して2連覇を達成。200mも20秒01のポルトガル記録で制し、1978年大会のピエトロ・メンネア以来、史上6人目の100mと200mの2冠を達成した。
- 北京オリンピック終了後、引退を表明したが、後に発言を撤回して現役を続行した。
- 6度目の出場となった2009年世界選手権は4×100mリレーのみの出場になり、アンカーを務めたが予選で敗退した。
- 2010年ヨーロッパ選手権では100mの3連覇と200mの2連覇がかかっていたが、100mは優勝したクリストフ・ルメートルと0秒07差の4位に終わり、3連覇とメダルを逃した（決勝は2位から5位までが10秒18の同タイムという混戦だった）。200mは欠場した。
- 2011年ヨーロッパ室内選手権の60mには32歳で出場すると、決勝で自身のポルトガル記録を0秒01更新する6秒53で金メダルを獲得し、ヨーロッパ室内選手権の短距離種目でポルトガル初のメダリストに輝いた。また、この時の年齢は32歳と104日で、これはヨーロッパ室内選手権60mの最年長金メダリスト記録である。なお、0秒01差の2位に入ったドウェイン・チェンバースも同じ32歳（と335日）だった。
- 2014年ヨーロッパ選手権の4×100mリレーに35歳で出場し、2走を務めた予選は38秒79のポルトガル記録で通過したが、決勝は途中棄権に終わった。
- 2015年世界リレーの4×100mリレーに36歳で出場し、予選で2走を務めたが39秒42の1組7着で敗退した。

## 実績
| 年度         | 大会                               | 種目         | タイム       | 結果         | 場所                         |
| ナイジェリア | ナイジェリア                       | ナイジェリア | ナイジェリア | ナイジェリア | ナイジェリア                 |
| ------------ | ---------------------------------- | ------------ | ------------ | ------------ | ---------------------------- |
| 1994         | アフリカジュニア陸上選手権         | 400m         | 47.22        | 2位          | アルジェ（アルジェリア）     |
| 1994         | アフリカジュニア陸上選手権         | 4x400mR      | 3:10.37      | 2位          | アルジェ（アルジェリア）     |
| 1994         | 世界ジュニア陸上選手権             | 400m         | 46.79        | 5位（sf）    | リスボン（ポルトガル）       |
| 1994         | 世界ジュニア陸上選手権             | 4x100mR      | 41.84        | 6位（h）     | リスボン（ポルトガル）       |
| 1994         | 世界ジュニア陸上選手権             | 4x400mR      | 3:09.68      | 7位          | リスボン（ポルトガル）       |
| 1996         | 世界ジュニア陸上選手権             | 100m         | 10.21        | 1位          | シドニー（オーストラリア）   |
| 1996         | 世界ジュニア陸上選手権             | 200m         | 20.47        | 1位          | シドニー（オーストラリア）   |
| 1996         | オリンピック                       | 200m         | 20.56        | 5位（sf）    | アトランタ（アメリカ）       |
| 1996         | オリンピック                       | 4x100mR      | -            | DNF（sf）    | アトランタ（アメリカ）       |
| 1997         | 世界室内陸上選手権                 | 200m         | 21.10        | 3位          | パリ（フランス）             |
| 1997         | 世界陸上選手権                     | 100m         | 10.20        | 6位（sf）    | アテネ（ギリシャ）           |
| 1997         | 世界陸上選手権                     | 4x100mR      | 38.07        | 2位          | アテネ（ギリシャ）           |
| 1998         | IAAFグランプリファイナル           | 100m         | 10.15        | 5位          | モスクワ（ロシア）           |
| 1999         | 世界室内陸上選手権                 | 200m         | 20.85        | 4位          | 前橋（日本）                 |
| 1999         | 世界陸上選手権                     | 200m         | 20.11        | 3位          | セビリア（スペイン）         |
| 1999         | 世界陸上選手権                     | 4x100mR      | -            | DQ           | セビリア（スペイン）         |
| 1999         | アフリカ競技大会                   | 100m         | 10.01        | 2位          | ヨハネスブルグ（南アフリカ） |
| 1999         | アフリカ競技大会                   | 200m         | 20.06        | 1位          | ヨハネスブルグ（南アフリカ） |
| 1999         | IAAFグランプリファイナル           | 200m         | 20.12        | 3位          | ミュンヘン（ドイツ）         |
| 2000         | オリンピック                       | 200m         | 20.71        | 7位（sf）    | シドニー（オーストラリア）   |
| 2001         | IAAFグランプリファイナル           | 200m         | 20.52        | 3位          | メルボルン（オーストラリア） |
| ポルトガル   |                                    |              |              |              |                              |
| 2002         | ヨーロッパ陸上選手権               | 100m         | 10.06        | 1位          | ミュンヘン（ドイツ）         |
| 2002         | ヨーロッパ陸上選手権               | 200m         | 20.21        | 2位          | ミュンヘン（ドイツ）         |
| 2002         | IAAFグランプリファイナル           | 100m         | 10.03        | 3位          | パリ（フランス）             |
| 2002         | IAAF陸上ワールドカップ             | 100m         | 10.09        | 3位          | マドリード（スペイン）       |
| 2002         | IAAF陸上ワールドカップ             | 200m         | 20.18        | 1位          | マドリード（スペイン）       |
| 2002         | IAAF陸上ワールドカップ             | 4x400mR      | -            | DQ           | マドリード（スペイン）       |
| 2003         | 世界陸上選手権                     | 200m         | 20.93        | 4位（h）     | パリ（フランス）             |
| 2004         | 世界室内陸上選手権                 | 60m          | 6.60         | 6位          | ブダペスト（ハンガリー）     |
| 2004         | オリンピック                       | 100m         | 9.86         | 2位          | アテネ（ギリシャ）           |
| 2004         | オリンピック                       | 200m         | 20.14        | 5位          | アテネ（ギリシャ）           |
| 2004         | IAAFワールドアスレチックファイナル | 100m         | 10.10        | 2位          | モンテカルロ（モナコ）       |
| 2004         | IAAFワールドアスレチックファイナル | 200m         | 20.58        | 4位          | モンテカルロ（モナコ）       |
| 2005         | 世界陸上選手権                     | 100m         | 10.07        | 4位          | ヘルシンキ（フィンランド）   |
| 2005         | IAAFワールドアスレチックファイナル | 100m         | 10.09        | 6位          | モナコ（モナコ）             |
| 2006         | ヨーロッパ陸上選手権               | 100m         | 9.99         | 1位          | イェーテボリ（スウェーデン） |
| 2006         | ヨーロッパ陸上選手権               | 200m         | 20.01        | 1位          | イェーテボリ（スウェーデン） |
| 2006         | ワールドアスレチックファイナル     | 100m         | 10.02        | 4位          | シュトゥットガルト（ドイツ） |
| 2006         | ワールドアスレチックファイナル     | 200m         | 20.26        | 4位          | シュトゥットガルト（ドイツ） |
| 2006         | IAAF陸上ワールドカップ             | 100m         | 10.09        | 2位          | アテネ（ギリシャ）           |
| 2006         | IAAF陸上ワールドカップ             | 200m         | 20.36        | 4位          | アテネ（ギリシャ）           |
| 2007         | 世界陸上選手権                     | 100m         | -            | DQ（h）      | 大阪（日本）                 |
| 2007         | 世界陸上選手権                     | 200m         | 20.40        | 5位（sf）    | 大阪（日本）                 |
| 2007         | IAAFワールドアスレチックファイナル | 100m         | 10.17        | 4位          | シュトゥットガルト（ドイツ） |
| 2008         | 世界室内陸上選手権                 | 60m          | 6.66         | 3位（sf）    | バレンシア（スペイン）       |
| 2008         | オリンピック                       | 100m         | 10.10        | 6位（sf）    | 北京（中国）                 |
| 2009         | ポルトガル語圏競技大会             | 100m         | 10.18        | 1位          | リスボン（ポルトガル）       |
| 2009         | ポルトガル語圏競技大会             | 4x100mR      | 39.31        | 2位          | リスボン（ポルトガル）       |
| 2009         | 世界陸上選手権                     | 4x100mR      | 39.25        | 4位（h）     | ベルリン（ドイツ）           |
| 2010         | ヨーロッパ陸上選手権               | 100m         | 10.18        | 4位          | バルセロナ（スペイン）       |
| 2010         | ヨーロッパ陸上選手権               | 4x100mR      | 38.88        | 6位          | バルセロナ（スペイン）       |
| 2011         | ヨーロッパ室内陸上選手権           | 60m          | 6.53         | 1位          | パリ（フランス）             |
| 2014         | ヨーロッパ陸上選手権               | 4x100mR      | -            | DNF          | チューリヒ（スイス）         |
| 2015         | IAAF世界リレー大会                 | 4x100mR      | 39.42        | 7位（h）     | ナッソー（バハマ）           |
| 2016         | ヨーロッパ陸上選手権               | 4x100mR      | 39.51        | 5位（h）     | アムステルダム（オランダ）   |

## 記録
| 種目 | 記録           | 年月日        | 場所       | 備考                             |      |
| 屋外 | 屋外           | 屋外          | 屋外       | 屋外                             | 屋外 |
| ---- | -------------- | ------------- | ---------- | -------------------------------- | ---- |
| 100m | 9秒86（+0.6）  | 2004年8月22日 | アテネ     | 元ヨーロッパ記録 ポルトガル記録  |      |
| 200m | 19秒84（+1.7） | 1999年8月25日 | セビリア   | ナイジェリア記録 アフリカ歴代4位 |      |
| 400m | 46秒29         | 1998年6月3日  | グラナダ   |                                  |      |
| 室内 |                |               |            |                                  |      |
| 50m  | 5秒79          | 2004年2月28日 | リエヴァン | ポルトガル記録                   |      |
| 60m  | 6秒53          | 2011年3月6日  | パリ       | ポルトガル記録                   |      |
| 200m | 20秒46         | 1999年2月21日 | リエヴァン | ナイジェリア記録                 |      |

## タイトル
| 先代 アト・ボルドン           | 200mシーズンベスト記録保持者 1999    | 次代 マイケル・ジョンソン        |
| 先代 リンフォード・クリスティ | 100mヨーロッパ記録保持者 2004/8/22－ | 次代 ジミー・ヴィコ （タイ記録） |